# Egyptens ambassad i Stockholm
Egyptens ambassad i Stockholm är Arabrepubliken Egyptens diplomatiska representation i Sverige. Ambassadör sedan 2018 är Alaa Hegazy. Ambassaden upprättades 1937. Diplomatkoden på beskickningens bilar är BF.

## Fastigheter
Ambassaden är sedan upprättandet belägen på Strandvägen 35 och huserar på fjärde våningen i det hus som restes 1890-92 som bostadshus enligt arkitekten Johan Laurentz ritningar. Ambassadörens residens ligger på Auravägen 14 i Djursholm.

## Beskickningschefer

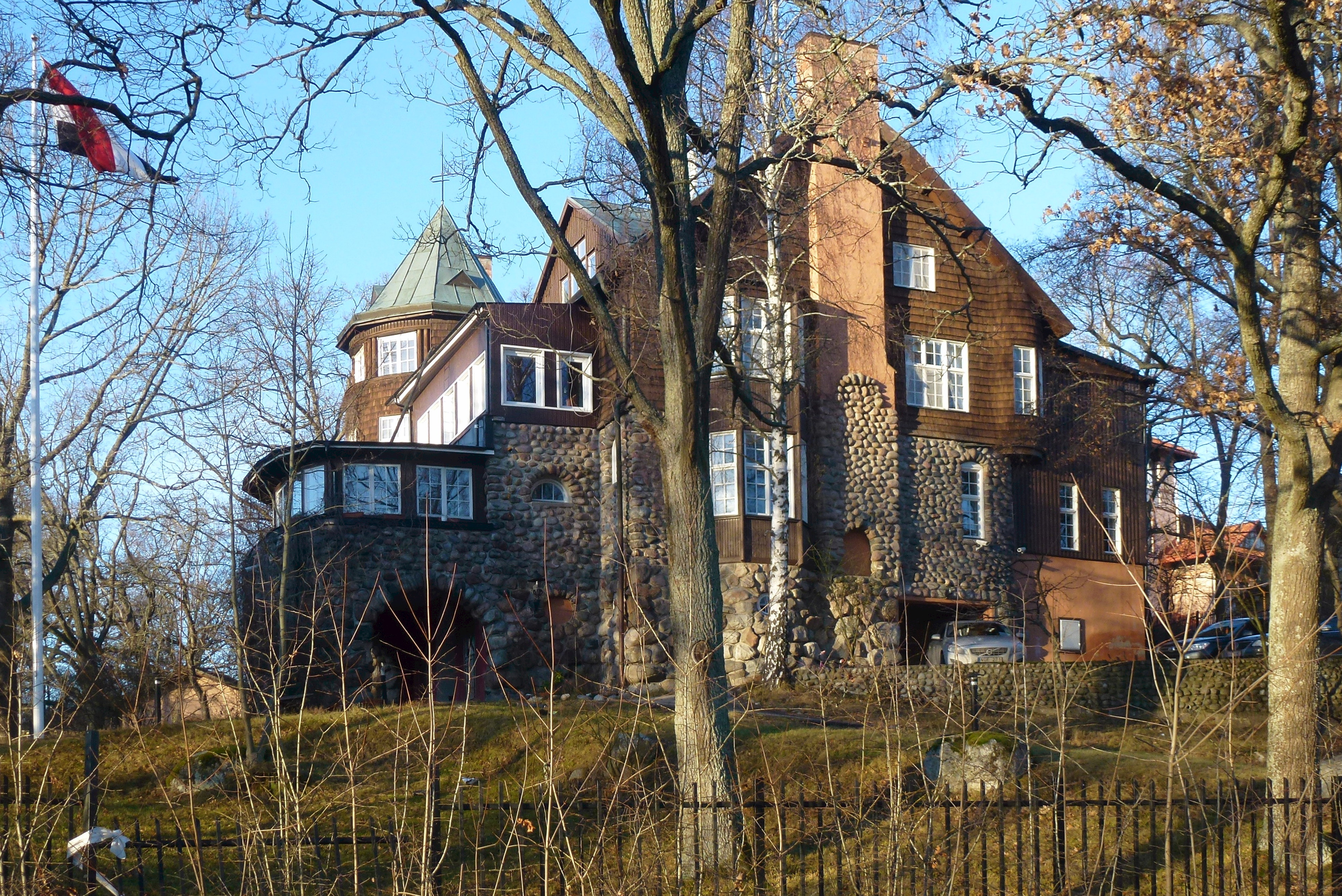
Ambassadörens residens: Auravägen 14 / Henrik Palmes allé 7, Djursholm.

| Namn                         | Period        | Funktion   | Anmärkning |
| ---------------------------- | ------------- | ---------- | ---------- |
| Muhammad Ibrahim Kamel       | 1960-tal–???? | Ambassadör |            |
| ?                            | ????–????     | Ambassadör |            |
| Omar Sharaf                  | 1979–1982     | Ambassadör |            |
| ?                            | ????–????     | Ambassadör |            |
| Samah Mohamed Sotohy Sarhan  | 2005–2009     | Ambassadör |            |
| Mohamed Osama Taha Elmagdoub | 2009–2014     | Ambassadör |            |
| Wael Adel Abdelazim Nasr     | 2014–2018     | Ambassadör |            |
| Alaa Hegazy                  | 2018–         | Ambassadör |            |